# Russell Martin (labdarúgó)
Russell Kenneth Alexander Martin (Brighton, 1986. január 4. –) skót válogatott labdarúgó és edző, legutóbb az angol Southampton vezetőedzője.
Játékosként hátvédként játszott, pályafutását a Brighton & Hove Albion akadémiáján kezdte, majd 2004-ben a Lewes csapatában debütált és még abban az évben a Wycombe Wanderershez igazolt, mielőtt 2008-ban leszerződtette a Peterborough United. Martin 2010-ben a Norwich Cityhez csatlakozott, színeikben 309 alkalommal lépett pályára. Ezt követően játszott még a Rangers, a Walsall és a Milton Keynes Dons színeiben. Ötször is feljutott pályafutása során, kétszer a Premier League-be és a 2014–2015-ös szezonban beválasztották az év csapatába az angol másodosztályban.
Angliában született, de a skót válogatottat képviselte. 2019-ben kezdett el edzősködni, mikor visszavonulása után leszerződtette a Milton Keynes Dons, majd 2021-ben lett a Swansea City vezetőedzője. Két évvel később kinevezték a Southampton menedzserének, ahol első szezonjában visszajuttatta a Premier League-be a csapatot.

## Statisztika

### Játékosként

#### Klubcsapatokban
| Csapat               | Szezon           | Bajnokság            | Bajnokság | Bajnokság | Kupa | Kupa  | Ligakupa | Ligakupa | Egyéb | Egyéb | Összesen | Összesen |
| Csapat               | Szezon           | Osztály              | P.        | Gólok     | P.   | Gólok | P.       | Gólok    | P.    | Gólok | P.       | Gólok    |
| -------------------- | ---------------- | -------------------- | --------- | --------- | ---- | ----- | -------- | -------- | ----- | ----- | -------- | -------- |
| Wycombe Wanderers    | 2004–2005        | League Two           | 7         | 0         | 1    | 0     | 0        | 0        | 3     | 0     | 11       | 0        |
| Wycombe Wanderers    | 2005–2006        | League Two           | 23        | 3         | 1    | 0     | 0        | 0        | 5     | 0     | 29       | 3        |
| Wycombe Wanderers    | 2006–2007        | League Two           | 42        | 2         | 2    | 0     | 7        | 0        | 2     | 0     | 53       | 2        |
| Wycombe Wanderers    | 2007–2008        | League Two           | 44        | 0         | 1    | 0     | 1        | 0        | 3     | 0     | 49       | 0        |
| Wycombe Wanderers    | Összesen         | Összesen             | 116       | 5         | 5    | 0     | 8        | 0        | 13    | 0     | 142      | 5        |
| Peterborough United  | 2008–2009        | League One           | 46        | 1         | 4    | 0     | 1        | 0        | 1     | 0     | 52       | 1        |
| Peterborough United  | 2009–2010        | Championship         | 10        | 0         | —    | —     | 4        | 0        | —     | —     | 14       | 0        |
| Peterborough United  | Összesen         | Összesen             | 56        | 1         | 4    | 0     | 5        | 0        | 1     | 0     | 66       | 1        |
| Norwich City         | 2009–2010        | League One           | 26        | 0         | 0    | 0     | —        | —        | 1     | 0     | 27       | 0        |
| Norwich City         | 2010–2011        | Championship         | 46        | 5         | 1    | 0     | 2        | 0        | —     | —     | 49       | 5        |
| Norwich City         | 2011–2012        | Premier League       | 33        | 2         | 3    | 0     | 1        | 0        | —     | —     | 37       | 2        |
| Norwich City         | 2012–2013        | Premier League       | 31        | 3         | 2    | 0     | 1        | 0        | —     | —     | 34       | 3        |
| Norwich City         | 2013–2014        | Premier League       | 31        | 0         | 2    | 0     | 2        | 0        | —     | —     | 35       | 0        |
| Norwich City         | 2014–2015        | Championship         | 45        | 2         | 0    | 0     | 1        | 0        | 3     | 0     | 49       | 2        |
| Norwich City         | 2015–2016        | Premier League       | 30        | 3         | 1    | 0     | 0        | 0        | —     | —     | 31       | 3        |
| Norwich City         | 2016–2017        | Championship         | 37        | 1         | 2    | 0     | 1        | 1        | —     | —     | 40       | 2        |
| Norwich City         | 2017–2018        | Championship         | 5         | 0         | 0    | 0     | 2        | 0        | 0     | 0     | 7        | 0        |
| Norwich City         | 2018–2019        | Championship         | 0         | 0         | —    | —     | 0        | 0        | —     | —     | 0        | 0        |
| Norwich City         | Összesen         | Összesen             | 284       | 16        | 11   | 0     | 9        | 1        | 4     | 0     | 308      | 17       |
| Rangers (kölcsönben) | 2017–2018        | Scottish Premiership | 15        | 1         | 2    | 0     | 0        | 0        | 0     | 0     | 17       | 1        |
| Walsall              | 2018–2019        | League One           | 8         | 0         | 3    | 0     | 0        | 0        | 1     | 0     | 12       | 0        |
| Milton Keynes Dons   | 2018–2019        | League Two           | 18        | 1         | —    | —     | —        | —        | —     | —     | 18       | 1        |
| Milton Keynes Dons   | 2019–2020        | League One           | 11        | 1         | 0    | 0     | 3        | 0        | 1     | 0     | 15       | 1        |
| Milton Keynes Dons   | Összesen         | Összesen             | 29        | 2         | 0    | 0     | 3        | 0        | 2     | 0     | 34       | 2        |
| Karrier összesen     | Karrier összesen | Karrier összesen     | 508       | 25        | 25   | 0     | 25       | 1        | 21    | 0     | 579      | 26       |

1. 1 2 3 4  Pályára lépések a Football League Trophyban
2. ↑  Három pályára lépés a Football League Trophyban, kettő a negyedosztály rájátszásában
3. ↑  Egy pályára lépés a Football League Trophyban, kettő a negyedosztály rájátszásában
4. ↑  Pályára lépések a másodosztály rájátszásában

#### A válogatottban
| Válogatott | Év       | Pályára lépések | Gólok |
| ---------- | -------- | --------------- | ----- |
| Skócia     | 2011     | 1               | 0     |
| Skócia     | 2012     | 3               | 0     |
| Skócia     | 2013     | 6               | 0     |
| Skócia     | 2014     | 6               | 0     |
| Skócia     | 2015     | 6               | 0     |
| Skócia     | 2016     | 6               | 0     |
| Skócia     | 2017     | 1               | 0     |
| Összesen   | Összesen | 29              | 0     |

### Edzőként
Frissítve: 2024. december 15.
| Csapatok           | -tól               | -ig                | Mutató | Mutató | Mutató | Mutató | Mutató | Mutató | Mutató | For.          |
| Csapatok           | -tól               | -ig                | M      | Gy     | D      | V      | G+     | G–     | Gy%    | For.          |
| ------------------ | ------------------ | ------------------ | ------ | ------ | ------ | ------ | ------ | ------ | ------ | ------------- |
| Milton Keynes Dons | 2019. november 3.  | 2021. július 31.   | 80     | 30     | 19     | 31     | 107    | 105    | 37,50  | [ 13 ] [ 14 ] |
| Swansea City       | 2021. augusztus 1. | 2023. június 21.   | 99     | 36     | 27     | 36     | 139    | 143    | 36,36  | [ 14 ]        |
| Southampton        | 2023. június 21.   | 2024. december 15. | 73     | 33     | 14     | 26     | 120    | 113    | 45,21  | [ 14 ]        |
| Összesen           | Összesen           | Összesen           | 252    | 99     | 60     | 93     | 366    | 361    | 39,29  |               |

## Sikerek, díjak

### Játékosként
Peterborough United
- League One-ezüstérmes: 2008–09[15]

Norwich City
- League One: 2009–2010[16]
- Championship-ezüstérmes: 2010–2011[17]
- Championship-rájátszás: 2015[18]

Milton Keynes Dons
- EFL League Two-feljutás: 2018–2019[19]

Egyéni
- PFA – Az év csapata: 2014–2015-ös Championship[20]

### Edzőként
Southampton
- EFL Championship-rájátszás: 2024[21]